# کاپلرودک
کاپلرودک (به آلمانی: Kappelrodeck) یک شهر در آلمان است که در ارتناوکرایس واقع شده‌است. کاپلرودک ۵٬۸۵۵ نفر جمعیت دارد.